# Oxilus flavicornis
Oxilus flavicornis är en skalbaggsart som beskrevs av Jean François Villiers 1974. Oxilus flavicornis ingår i släktet Oxilus och familjen långhorningar.
Artens utbredningsområde är Djibouti. Inga underarter finns listade i Catalogue of Life.